# Storbyportrætter
|  | Denne artikel er oprettet af botten PalnaBot ud fra en ekstern database. Den kan derfor have sproglige fejl eller mangler. Denne skabelon kan fjernes efter kontrol af indholdet. |

Storbyportrætter er en film instrueret af Kassandra Wellendorf.

## Handling
I tiden omkring Østblokkens sammenbrud i slutningen af 80'erne lavede Kassandra Wellendorf en serie storbyportrætter. Små film præget af instruktørens sanselige billedsprog. Personlige øjebliksbilleder fra et Europa i forandring. I »Golem Praha« (1994) sammenkædes et fabulerende billedforløb, løseligt baseret på jødisk mytologi, med iagttagelser fra den tjekkiske hovedstad. »Mind the Gap« (1992) udspiller sig i undergrundsbanen i London, hvor den ydre virkeligheds rationelle orden undermineres af drømmesyner fra den rejsendes underbevidsthed. »Polina Leningrad« (1989) er mindre grotesk og mere sværmerisk. En kvinde spiller Prokofiev på klaveret, og de romantiske og længselsfulde følelser breder sig fra musikken ud i byens maleriske rum.